# Nadroparina cálcica
La nadroparina cálcica es un medicamento anticoagulante que pertenece a una clase de fármacos conocidas como heparinas de bajo peso molecular (HBPM). Se utiliza en la prevención de enfermedades tromboembólicas tras una cirugía y en el tratamiento de la trombosis venosa profunda. También se utiliza para prevenir la coagulación durante la hemodiálisis y para el tratamiento de la angina inestable.
Para el tratamiento y la profilaxis de la trombosis venosa profunda se administra mediante inyección subcutánea, normalmente alrededor del abdomen. Forma parte de la lista de medicamentos esenciales de la Organización Mundial de la Salud.

## Características
La nadroparina se obtiene a través de la heparina. Las moléculas de las cadenas se convierten en ácido nitroso mediante despolimerización y fraccionamiento. Su masa molecular media es de 3600 a 5000 Daltons. La relación media ente anti-factor Xa y antitrombina (anti IIa) está entre 2,5 y 4.

## Usos médicos

### Indicaciones
La nadroparina se utiliza para prevenir la trombosis venosa tras determinados tipos de intervención quirúrgica, principalmente aquellas de carácter ortopédico (por ejemplo, cirugías de cadera). También se utiliza para el tratamiento de la trombosis venosa profunda y para evitar la coagulación durante los procesos de hemodiálisis y hemofiltración extracorpórea.

### Vías de administración
La nadroparina se administra como una solución de sal de calcio en suero fisiológico, aplicada en forma de inyección subcutánea. La dosis se ajusta en función del peso corporal del paciente y la duración del tratamiento.
Debido al riesgo de Trombocitopenia inducida por heparina (HIT), el número de plaquetas debe controlarse regularmente durante el tratamiento. Ocasionalmente, puede producirse trombocitopenia leve y temporal (tipo I) al comienzo del tratamiento con nadroparina, lo cual no produce generalmente complicaciones. En caso de trombocitopenia grave (tipo II), el tratamiento con nadroparina debe interrumpirse inmediatamente y tampoco se podrán utilizar otras heparinas para inhibir la coagulación de la sangre.

### Contraindicaciones
La nadroparina, al igual que otras heparinas de bajo peso molecular, no debe usarse en caso de hipersensibilidad al principio activo. Tampoco debe administrarse en pacientes con trastornos de coagulación, como la un recuento bajo de plaquetas (trombocitopenia o en caso de tendencia o riesgo de hemorragia.

## Farmacología

### Mecanismo de acción
Las heparinas de bajo peso molecular difieren en su efecto de la heparina estándar principalmente en el hecho de que inhiben predominantemente el factor Xa en la cascada de coagulación. Además, su vida media plasmática es más larga que el de la heparina sin fraccionar. En el caso de la nadroparina, esta es de aproximadamente 3,5 horas tras su administración. En menor medida la nadroparina también inhibe la actividad de la trombina.

### Farmacocinética
Los parámetros farmacocinéticos de la nadroparina cálcica se miden en función de la actividad inhibidora del factor Xa de la coagulación. Tras la inyección por vía subcutánea, el fármaco alcanza el pico de concentración plasmática aproximadamente a las 3 horas. Su vida media plasmática es de aproximadamente 3,5 horas y su actividad de inhibición del Factor Xa se mantiene durante al menos 18 horas tras su administración. Su biodisponibilidad es prácticamente completa (aproximadamente del 89%).